# El plato de madera
El plato de madera o El viejo y su nieto (Der alte Großvater und der Enkel) es un cuento alemán recogido por los Hermanos Grimm en su libro Cuentos de hadas de los hermanos Grimm como el cuento número 78.
Se encuentra dentro del Tipo 980B de la clasificación Aarne-Thompson, como El cuenco de madera.

## Sinopsis
En una familia, el abuelo no podía comer bien y se le derramaba la sopa, así que su hijo y su nuera le hicieron ir a comer en la cocina y, cuando encima se le rompió el plato (bol), el padre le hizo uno de madera. Mientras lo hacía, su hijo de cuatro años de edad se puso a jugar con un trozo de madera y un cuchillo; al preguntarle el padre qué hacía, el hijo le responde que estaba haciendo un plato (bol) para cuando él se hiciera viejo. Después de esto, el padre entendió la lección, y a partir de ese día dejó que el abuelo comiera en la mesa con ellos y no se quejó nunca más de la sopa derramada.

## Variantes
El plato (bol) es descrito como hecho con unos trozos de madera o también como costando algunos pocos hellers.
Otras variantes de este cuento cambian el plato (bol) por la mitad de una manta para hacer dormir al abuelo en el establo. El nieto vuelve con la otra mitad, y lo justifica diciendo que esa mitad la guardará para cuando su padre sea grande; también otra versión narra el hecho de que el padre cava un hoyo en el cementerio porque quiere matar al abuelo y el nieto se pone a cavar otro para su padre.